# Sachsenwald (Schiff, 1939)
Die Sachsenwald war ein deutscher Trawler, der von der Kriegsmarine im Zweiten Weltkrieg erst als Wetterbeobachtungsschiff im Nordatlantik und später als Vorpostenboot in der Biskaya eingesetzt wurde.

## Bau und technische Daten
Das Schiff lief im Juni 1939 mit der Baunummer 631 auf der Seebeckwerft der AG Weser in Bremerhaven vom Stapel. Es war 62,85 m lang und 8,53 m breit, hatte 4,43 m Tiefgang und war mit 639 BRT vermessen. Eine Dreifach-Expansions-Dampfmaschine mit 1000 PS ergab eine Höchstgeschwindigkeit von 12,5 Knoten. Das Schiff war in Cuxhaven beheimatet und hatte das Fischereikennzeichen PC-318.

## Basis Nord
Die Kriegsmarine erwog bereits seit der Unterzeichnung, am 28. September 1939, des Deutsch-Sowjetischen Grenz- und Freundschaftsvertrags auf sowjetischem Gebiet im Raum Murmansk einen Stützpunkt zur Reparatur und Versorgung von U-Booten einzurichten. Zu diesem Zweck bot die Sowjetunion schließlich den Sapadnaja Liza Fjord nordwestlich von Murmansk am Südufer der Motowski-Bucht an. Dort gab es allerdings keinerlei maritime oder sonstige Infrastruktur, sodass die geplante Basis Nord prinzipiell aus Wohn-, Werkstatt- und Versorgungsschiffen gebildet werden musste. Zunächst ließ die Kriegsmarine daher die zur Versorgung von U-Booten benötigten Versorgungsgüter nach Murmansk bringen und auf einige der dort festliegenden deutschen Handelsschiffe umladen. Wichtige Spezialausrüstung, einschließlich der Entschlüsselungscodes für aus Norddeich übermittelte Funksprüche, wurde von der Sachsenwald nach Murmansk gebracht, die unterwegs zur Tarnung weiterhin Fischfang betrieb und Ende November in Murmansk eintraf.
Am 1.–2. Dezember 1939 verlegten dann als erste die beiden HAPAG-Schiffe Phoenicia und die als Wohnschiff vorgesehene Cordillera von Murmansk nach Sapadnaja Liza. Die Sachsenwald folgte erst am 9. Dezember, da sie von den Sowjets mit bürokratischen Vorwänden aufgehalten worden war. Sie sollte nach ihrer Entladung, unterwegs fischend, wieder nach Deutschland zurückkehren, aber die Sowjets blockierten dies zunächst und verlangten, sie solle ihnen als Verbindungsschiff zwischen Murmansk und der Basis Nord dienen. Sie ging schließlich doch und kehrte im Januar 1940 nach Deutschland zurück.

## Wetterbeobachtungsschiff
Nach ihrer Rückkehr Im Januar 1940 wurde sie von der Kriegsmarine requiriert und dann im Sommer zum Wetterbeobachtungsschiff umgerüstet. Sie erhielt die Bezeichnung „Wetterbeobachtungsschiff 7“ (WBS 7). Kommandant war der erfahrene Trawlerkapitän Ernst Wilhelm Schütte, der als Sonderführer den Dienstrang Leutnant zur See innehatte. Das Schiff ging danach von Nordnorwegen aus für jeweils vier Wochen im Wechsel mit anderen Wetterbeobachtungsschiffen auf die ihm zugewiesenen Positionen im Nordmeer bzw. in der Dänemarkstraße, um die Seekriegsleitung und deutsche U-Boote und Überwasser-Handelsstörer mit Wetterberichten zu versorgen.
Die Sachsenwald wurde dadurch bekannt, dass sie am 28. Mai 1941 die beiden letzten überlebenden Besatzungsangehörigen des am Tage zuvor versenkten Schlachtschiffs Bismarck im Nordatlantik bergen konnte. Sie hatte gerade einen 50-Tage-Einsatz vor der Südostküste Grönlands beendet, als sie am 27. Mai den Befehl erhielt, in das Seegebiet zu laufen, in dem die Bismarck gesunken war. Dort fand sie am 28. Mai zunächst Ölspuren, dann Wrackteile, Leichen in Schwimmwesten, leere Schwimmwesten und schließlich ein Rettungsfloß mit zwei Matrosen (Maschinengefreite Walter Lorenzen und Otto Maus). Trotz weiterer Suche am folgenden Tag wurden keine weiteren Überlebenden gefunden. Die Sachsenwald marschierte dann zur Gironde, wo die beiden Männer der Bismarck am 1. Juni in Royan an Land gehen konnten.

## Vorpostenboot
Da ein weiterer Einsatz als Wetterbeobachtungsschiff nicht mehr vorgesehen war, wurde die Sachsenwald zum Vorpostenboot umgerüstet, mit einem 8,8-cm-Geschütz bewaffnet, und mit der Nummer V 414 der 4. Vorpostenflottille zugeteilt. Die Flottille war 1940 nach der Besetzung der französischen Westküste aus der Nordsee nach Bordeaux und Bayonne verlegt worden und operierte in der Biskaya. Das Boot versah dort Sicherungs- und Geleitdienst.

### Versenkung
Am 6. August 1944 war das Boot Teil der Sicherung eines kleinen Geleitzuges, der Munition von Saint-Nazaire nach La Pallice/La Rochelle bringen sollte. Das Geleit bestand aus zwei kleinen Küstenmotorschiffen und wurde gesichert von dem Schnellen Geleitboot SG 3, den beiden Minensuchbooten M 263 (10. Minensuchflottille) und M 486 (26. Minensuchflottille), dem Küstenkabelleger Hoheweg und dem Vorpostenboot V 414. Der Geleitzug verließ Saint-Nazaire in der Nacht vom 5. zum 6. August und wurde kurz nach Mitternacht nördlich der Île d’Yeu von der britisch-kanadischen Force 26 abgefangen, die im Rahmen der Operation Kinetic die Versorgung der verbliebenen deutschen Stützpunkte an der Biskayaküste zu unterbinden trachtete. Die Force 26 bestand aus dem Leichten Kreuzer Bellona und den Zerstörern Ashanti, Tartar, Haida und Iroquois. Die Zerstörer warteten, bis sie zwischen den Geleitzug und die Küste vorstoßen konnten. Um 0:34 Uhr eröffnete die Force 26 das Feuer, wobei die Bellona sich darauf beschränkte, von der Seeseite Leuchtmunition zur Erleuchtung des Gefechtsfelds zu schießen, während die Zerstörer die auseinanderstiebenden Geleitfahrer aus nächster Nähe angriffen. Um 2:22 Uhr waren sechs der deutschen Schiffe versenkt. Nur die SG 3 konnte entkommen, wurde aber noch am gleichen Abend auf der Reede von Les Sables-d’Olonne durch RAF-Bomben versenkt.
Das Wrack der Sachsenwald/V 414 liegt, in drei Teile zerbrochen, in etwa 55 m Tiefe. Das Vorschiff ist noch recht gut erhalten, und das 8,8-cm-Geschütz ist noch immer an seinem Platz. Viel 8,8- und Flak-Munition liegt umher.